# Józef Sitko
Józef Sitko (ur. 9 marca 1887 w Dębnie, zm. 14 lutego 1962 w Krakowie) – podpułkownik piechoty Wojska Polskiego, kawaler Orderu Virtuti Militari.

## Życiorys

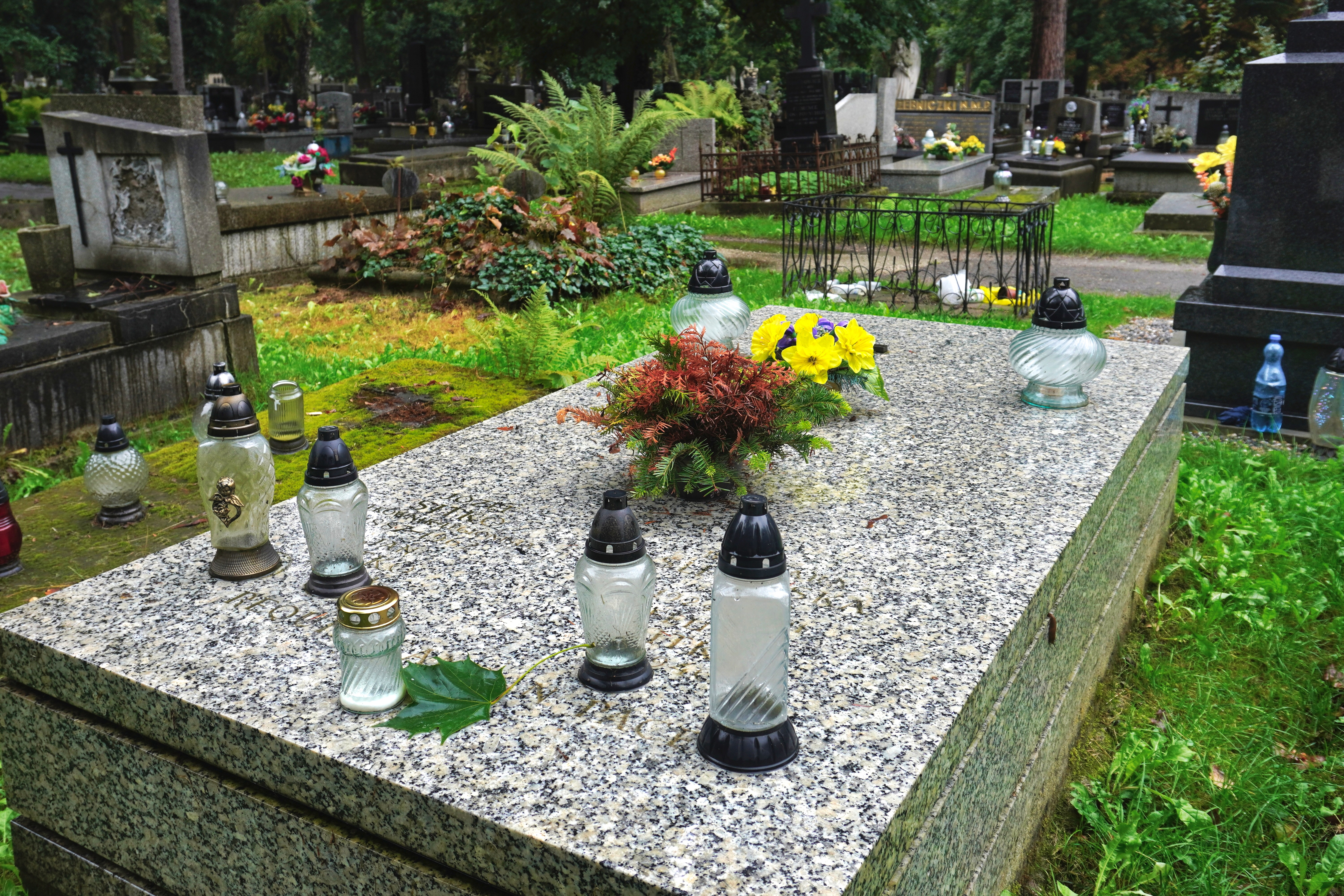
Grób Józefa Sitki na Cmentarzu Rakowickim w Krakowie

Urodził się w Dębnie, w ówczesnym powiecie brzeskim Królestwa Galicji i Lodomerii . W czasie I wojny światowej walczył w Legionach Polskich. Był oficerem 2 pułku piechoty Legionów Polskich. 7 września 1915 roku awansował na chorążego, a 1 lipca 1916 roku na podporucznika. Po rozwiązaniu Polskiego Korpusu Posiłkowego został internowany w obozie w Szeklencze, a następnie wcielony do c. i k. Armii i 12 kwietnia 1918 roku skierowany na front włoski. Tam „zachorował”. Przez ponad miesiąc symulował z pomocą lekarzy czerwonkę i dekował się w szpitalu zakaźnym w Krakowie, w którym przebywało wielu takich jak on „chorych”. Następnie załatwił trzymiesięczny urlop zdrowotny i tak doczekał końca wojny.
3 maja 1922 roku został zweryfikowany w stopniu majora ze starszeństwem z dniem 1 czerwca 1919 roku i 345. lokatą w korpusie oficerów piechoty. 10 lipca 1922 roku został zatwierdzony na stanowisku pełniącego obowiązki dowódcy III batalionu 2 pułku piechoty Legionów detaszowanego w Staszowie. W 1924 roku był kwatermistrzem w macierzystym pułku, a w 1925 roku dowodził I batalionem detaszowanym w Staszowie. W sierpniu tego roku został przesunięty na stanowisko kwatermistrza. 12 kwietnia 1927 roku został awansowany na podpułkownika ze starszeństwem z dniem 1 stycznia 1927 roku i 23. lokatą w korpusie oficerów piechoty.
5 maja 1927 roku został przesunięty ze stanowiska dowódcy batalionu na stanowisko zastępcy dowódcy 2 pułku piechoty Legionów w Pińczowie. 5 listopada 1928 roku został przeniesiony macierzyście do kadry oficerów piechoty z równoczesnym przydziałem do Powiatowej Komendy Uzupełnień Pińczów na okres czterech miesięcy w celu odbycia praktyki poborowej. W tym samym roku opublikowany został Zarys historii wojennej 2-go Pułku Piechoty Legionów jego autorstwa. 12 marca 1929 roku został przeniesiony służbowo do Powiatowej Komendy Uzupełnień Bielsko na stanowisko komendanta. Z dniem 31 sierpnia 1935 roku został przeniesiony w stan spoczynku. W czasie okupacji hitlerowskiej działał w konspiracji i pracował w firmie budowlanej „Universal” w Krakowie. 13 listopada 1942 roku w Krakowie został zatrzymany i osadzony w więzieniu Montelupich. Pięć dni później został skierowany do obozu koncentracyjnego Auschwitz, w którym otrzymał numer więźniarski: 75906. Dostał się do orkiestry obozowej. 25 października 1944 roku został przeniesiony do obozu Sachsenhausen. Przeżył wojnę . Zmarł 14 lutego 1962 w Krakowie. Został pochowany na cmentarzu Rakowickim.

## Ordery i odznaczenia
- Krzyż Srebrny Orderu Wojskowego Virtuti Militari
- Krzyż Niepodległości – 6 czerwca 1931 roku „za pracę w dziele odzyskania niepodległości”[19]
- Krzyż Walecznych – czterokrotnie (po raz pierwszy w 1921[20])
- Medal Pamiątkowy za Wojnę 1918–1921
- Medal Dziesięciolecia Odzyskanej Niepodległości

## Prace
- Zarys historji wojennej 2-go Pułku Piechoty Legionów. Warszawa: Wojskowe Biuro Historyczne, 1928, seria: Zarys historii wojennej pułków polskich 1918–1920. Brak numerów stron w książce
- Dziennik legjonisty 2 p.p. Legionów z Wielkiej Wojny 1914-1918 [rękopis]. Bielsk: 1934. OCLC 1042484911. Brak numerów stron w książce
- Dziennik za okres 1 IX 1918 - 22 VII 1920 [rękopis]. ok. 1950 – ok. 1960. OCLC 1042512346. Brak numerów stron w książce
- Wspomnienia z pobytu w obozie w Oświęcimiu w l. 1942-1944 [rękopis]. ok. 1950 – ok. 1960. OCLC 1042391921. Brak numerów stron w książce